# Conrad Hall
Conrad Lafcadio Hall, ASC (21 de junio de 1926 – 4 de enero de 2003) fue un director de fotografía estadounidense nacido en la Polinesia Francesa. Nombrado en honor a los escritores Joseph Conrad y Lafcadio Hearn, se destacó como director de fotografía y obtuvo numerosos elogios, incluidos tres premios de la Academia (con diez nominaciones), tres premios BAFTA y cinco premios de la Sociedad Estadounidense de Directores de Fotografía.
Hall ganó los premios de la Academia a la mejor fotografía por su trabajo en Butch Cassidy and the Sundance Kid (1969), American Beauty (1999) y Road to Perdition (2002). También fue nominado al Oscar por Morituri (1965), Los profesionales (1966), A sangre fría (1967), El día de la langosta (1975), Tequila Sunrise (1988), Buscando a Bobby Fischer (1993) y Una acción civil (1998). También es conocido por Cool Hand Luke (1967), Fat City (1972) y Marathon Man (1976).
En 2003, Hall fue considerado uno de los diez directores de fotografía más influyentes de la historia en una encuesta realizada entre los miembros del Gremio Internacional de Directores de Fotografía. Le fue otorgada una estrella en el paseo de la fama de Hollywood.

## Temprana edad y educación
Conrad L. Hall nació el 21 de junio de 1926 en Papeete, Tahití, Polinesia Francesa. Su padre era James Norman Hall, un piloto estrella y capitán de la Escadrille Lafayette que luchó por Francia en la Primera Guerra Mundial. James también coescribió la novela de 1932 Mutiny on the Bounty. Su madre era Sarah ("Lala") Winchester Hall, que era mitad polinesia. Al crecer durante la relativa infancia del cine, Hall nunca estuvo rodeado de cámaras y la idea de ir al cine era un concepto extraño. Cuando era adolescente asistió a Cate School, un internado preparatorio cerca de Santa Bárbara, California.
Después de graduarse, su padre le dijo a Hall que encontrara su camino en la vida. Hall asistió a la Universidad del Sur de California, con la intención de estudiar periodismo, pero terminó con malos resultados y en su lugar fue a la Escuela de Cine y Televisión de la USC (ahora Escuela de Artes Cinematográficas de la USC). No estaba seguro de que ésta fuera la decisión correcta, pero dado que se trataba de una nueva forma de arte, le parecía interesante empezar desde abajo. Hall asistió a la Escuela de Cine en un momento en que Slavko Vorkapić era el director del programa; Hall recordó más tarde que “él me enseñó que hacer películas era un nuevo lenguaje visual. Él enseñó los principios y el resto nos lo dejó a nosotros”. Después de crear sus primeras fotografías en la escuela, se enamoró del arte y quiso seguir contando sus historias a través de imágenes. Algunas personas que visitaron la escuela durante su educación incluyeron a John Huston y Orson Welles. Después de graduarse en 1949, Hall esperaba conseguir un trabajo nada más terminar la universidad. En ese momento, sin embargo, Hollywood solo permitía que el equipo de cámara estuviera ocupado por personas que estaban en la lista del Gremio Internacional de Fotógrafos.

## Carrera

### 1949-1966
Después de graduarse, Hall colaboró con sus compañeros de clase, Marvin R. Weinstein y Jack C. Couffer, para crear Canyon Films en 1949. Al principio hicieron anuncios publicitarios y documentales e hicieron tomas para largometrajes. En 1956, Canyon Films adquirió un cortometraje, My Brother Down There, que permitió a Hall ocupar el puesto de camarógrafo y formar parte del Gremio Internacional de Fotógrafos. Sin embargo, el Gremio hizo que Canyon Films contratara a un camarógrafo establecido del Gremio para Mi hermano ahí abajo, negándole el crédito a Hall, a pesar de que filmó toda la película. En cambio, fue acreditado como consultor visual, después de que United Artists lanzara la película con el nuevo título Running Target.
Una vez terminado Running Target, Canyon Films se disolvió y sus miembros siguieron caminos diferentes. Dado que Hall formaba parte del gremio, pudo trabajar como asistente de cámara junto a muchos directores de fotografía influyentes como Hall Mohr, Ernie Haller, Burnie Guffey y Ted McCord, todos ellos parte del ASC. Después de un año de trabajo como asistente de cámara, se le concedió la oportunidad de ser operador de cámara en la serie de televisión Stoney Burke. En 1963, comenzó a filmar otra serie de televisión llamada The Outer Limits. Luego, en 1964, rodó su primer largometraje en blanco y negro, Wild Seed, que se realizó en aproximadamente 24 días con el productor Albert S. Ruddy.
El avance de Hall se produjo con Morituri en 1965, por la que recibió su primera nominación al Oscar. Al año siguiente, Hall rodó Incubus, The Professionals y Harper, que fue su primera película en color. Su primera colaboración con el director Richard Brooks en The Professionals la puso en marcha el asistente de dirección Tom Shaw, quien trabajó con Hall en Wild Seed y lo recomendó a Brooks; el trabajo resultó en su segunda nominación al Oscar.

### 1967-1976
Su segunda colaboración, A sangre fría de 1967, resultó en otra nominación al Oscar. Se destaca por la sensación de documental y las tomas de locaciones, que eran raras en ese momento. Ese mismo año, Hall rodó Cool Hand Luke y Divorce American Style. Cool Hand Luke es conocido por haber sido filmado en Panavision, lo que contribuyó a su exuberante paleta de colores. En 1968, Hall filmó Hell in the Pacific para el director John Boorman, que no fue un éxito de taquilla pero desde entonces se convirtió en un clásico de culto.
En 1969, Hall recibió su primer Oscar por Butch Cassidy y Sundance Kid. Para hacer que Butch Cassidy fuera visualmente compatible con la época, utilizó técnicas experimentales, como la sobreexposición de los negativos para silenciar los colores primarios al volver a imprimirlos (Hunter, 2003). El resultado fue considerado un éxito innovador. Hizo otras dos películas ese año, Happy Ending y Tell them Willie Boy is Here. En 1972, Hall rodó Fat City , con el director John Huston. Fat City fue conocida por su textura granulada para reflejar la dura realidad de la historia. En 1973 rodó el thriller policial Electra Glide in Blue, seguido de Smile y The Day of the Locust en 1975, este último largometraje le valió su quinta nominación al Oscar. En 1976 rodó Marathon Man con el director John Schlesinger que fue una de las primeras en utilizar la técnica Steadicam (aunque no fue la primera en estrenarse).

### 1987-2002
Después de rodar 18 películas en 12 años, Hall se tomó un descanso de 11 años. Casi al mismo tiempo, se asoció con el destacado director de fotografía Haskell Wexler para crear una productora comercial (Vinson, 1987). Esto le permitió no sólo ser el camarógrafo de su propio trabajo, sino también el director. Para él, la pausa consistía en comprender y aprender de los demás sobre sus técnicas únicas. Como afirmó Hall: "En el fondo, soy más que un director de fotografía. Soy un cineasta". Esto lo llevó a explorar la escritura, como una adaptación de la novela The Wild Palms.
Hall regresó a la industria cinematográfica en 1987 para rodar Black Widow. En 1988 pasó a formar parte del grupo sindical de Tequila Sunrise después de algunas complicaciones. Su trabajo le valió una sexta nominación al Oscar. También en 1988, la ASC otorgó a Hall un premio por logros destacados. Después de su trabajo en Tequila Sunrise, retomó su antiguo ritmo, haciendo Class Action (1991), Jennifer 8 (1992), Searching for Bobby Fischer (1993) y Love Affair (1994), una tras otra. Buscando a Bobby Fischer recibió una nominación al Oscar de fotografía, su séptima.
En 1994, Hall fue honrado con el premio a la trayectoria de la Sociedad Estadounidense de Directores de Fotografía. En 1998 rodó Sin límites y fue nominado al Oscar por Una acción civil, seguido de su segundo triunfo por American Beauty en 1999. American Beauty, su primera colaboración con el director Sam Mendes, destacó su "uso único de la cámara en mano para capturar la realidad intensificada de la película y la atmósfera casi onírica". Su última película fue Camino a la perdición en 2002, una segunda colaboración con Mendes, por la que recibió póstumamente otro Premio de la Academia. En total, ganó tres premios Oscar a lo largo de sus 50 años de carrera.

## Vida personal
Hall se casó con Virginia Schwartz en 1952. Tuvieron tres hijos, Conrad W. Hall, Kate Hall-Feist y Naia Hall-West, antes de divorciarse en 1969. Hall conoció a la actriz Katharine Ross en el set de Butch Cassidy and the Sundance Kid y se convirtió en el tercero de cinco maridos en 1969. Hall y Ross se separaron en 1973 y finalizaron su divorcio en 1975. Su tercer matrimonio fue con la diseñadora de vestuario Susan Kowarsh-Hall, con quien trabajó en Camino a la perdición (2002), desde una fecha desconocida hasta su muerte.

## Muerte
Hall murió de cáncer de vejiga en el Hospital de Santa Mónica el 4 de enero de 2003, a la edad de 76 años. Su Oscar por Camino a la perdición (2002), dedicado a Hall, fue aceptado póstumamente por su hijo Conrad W. Hall, también director de fotografía.
Sus compañeros y asociados se refieren y todavía lo llaman cariñosamente "Connie".

## Filmografía

### Película
| Año  | Película                        | Director                           | Notas                                                           |
| ---- | ------------------------------- | ---------------------------------- | --------------------------------------------------------------- |
| 1956 | Running Target                  | Martín R. Weinstein                | También guionista                                               |
| 1958 | Edge of Fury                    | Robert J. Gurney Jr. Irving Lerner | Codirector de fotografía con Jack Couffer y Marvin R. Weinstein |
| 1965 | Wild Seed                       | Brian Hutton                       |                                                                 |
| 1965 | Morituri                        | Bernhard Wicki                     |                                                                 |
| 1965 | Íncubo                          | Leslie Stevens                     |                                                                 |
| 1966 | Los profesionales               | Richard Brooks                     |                                                                 |
| 1966 | Harper                          | Jack Smight                        |                                                                 |
| 1967 | Divorce American Style          | Bud Yorkin                         |                                                                 |
| 1967 | A sangre fria                   | Richard Brooks                     |                                                                 |
| 1967 | Mano fría Luke                  | Stuart Rosenberg                   |                                                                 |
| 1968 | Infierno en el Pacífico         | John Boorman                       |                                                                 |
| 1969 | Truman Capote's Trilogy         | Frank Perry                        | Codirector de fotografía con Jordan Cronenweth                  |
| 1969 | Tell Them Willie Boy Is Here    | Abraham Polonsky                   |                                                                 |
| 1969 | The Happy Ending                | Richard Brooks                     |                                                                 |
| 1969 | Butch Cassidy y el Sundance Kid | George Roy Hill                    |                                                                 |
| 1972 | Fat City                        | John Houston                       |                                                                 |
| 1973 | Electra Glide in Blue           | James William Guercio              |                                                                 |
| 1974 | Catch My Soul                   | Patrick McGoohan                   |                                                                 |
| 1975 | Sonrisa                         | Michael Ritchie                    |                                                                 |
| 1975 | Como plaga de langosta          | John Schlesinger                   |                                                                 |
| 1976 | Marathon Man                    | John Schlesinger                   |                                                                 |
| 1987 | El caso de la viuda negra       | Bob Rafelson                       |                                                                 |
| 1988 | Tequila Sunrise                 | Roberto Towne                      |                                                                 |
| 1991 | Class Action                    | Michael Apted                      |                                                                 |
| 1992 | Jennifer 8                      | Bruce Robinson                     |                                                                 |
| 1993 | Searching for Bobby Fischer     | Steven Zaillian                    |                                                                 |
| 1994 | Love Affair                     | Glenn Gordon Caron                 |                                                                 |
| 1998 | A Civil Action                  | Steven Zaillian                    |                                                                 |
| 1998 | Without Limits                  | Robert Towne                       |                                                                 |
| 1999 | American Beauty                 | Sam Mendes                         |                                                                 |
| 2002 | Camino a la perdicion           | Sam Mendes                         |                                                                 |

Créditos de fotografía adicionales
| Año  | Película                           | Director         | Director de fotografía. | Role                               | Notas         |
| ---- | ---------------------------------- | ---------------- | ----------------------- | ---------------------------------- | ------------- |
| 1955 | East of Eden                       | Elia Kazan       | Ted McCord              | Operador de cámara                 | Sin acreditar |
| 1960 | Private Property                   | Leslie Stevens   | Ted McCord              | Operador de cámara                 |               |
| 1960 | The Adventures of Huckleberry Finn | Michael Curtiz   | Ted McCord              | Operador de cámara                 | Sin acreditar |
| 1961 | The Gambler Wore a Gun             | Edward L. Cahn   | Floyd Crosby            | Operador de cámara                 | Sin acreditar |
| 1962 | Hero's Island                      | Leslie Stevens   | Ted McCord              | Operador de cámara                 | Sin acreditar |
| 1962 | Pressure Point                     | Hubert Cornfield | Ernest Haller           | Operador de cámara                 |               |
| 1962 | Mutiny on the Bounty               | Lewis Milestone  | Robert Surtees          | Operador de cámara                 | Sin acreditar |
| 1979 | La Rosa                            | Mark Rydell      | Vilmos Zsigmond         | Fotografía adicional               |               |
| 1999 | Sleepy Hollow                      | Tim Burton       | Emmanuel Lubezki        | Director de fotografía: Nueva York |               |

### Televisión
| Año     | Película                     | Notas                            |
| ------- | ---------------------------- | -------------------------------- |
| 1963    | Stoney Burke                 | 3 episodios                      |
| 1963-64 | The Outer Limits             | 15 episodios                     |
| 1964    | The Unknown                  | película de televisión           |
| 1964    | Fanfare for a Death Scene    | película de televisión           |
| 1964    | The Ghost of Sierra de Cobre | película de televisión           |
| 1966    | ABC Stage 67                 | Episodio: "Un recuerdo navideño" |
| 1977    | It Happened One Christmas    | película de televisión           |